# Filadelfo Garcia
Filadelfo Garcia (Coxim, 25 de março de 1916) é um advogado e político brasileiro, outrora deputado federal por Mato Grosso.

## Biografia
Filho de Francisco Caetano Garcia e Eugênia Alves Garcia. Advogado formado na Universidade do Rio de Janeiro, tornou-se funcionário público lotado na atual Polícia Civil do Estado do Rio de Janeiro em 1935. Durante o Estado Novo foi oficial de gabinete de Filinto Müller, chefe de polícia do Distrito Federal, e depois secretário da presidência do Conselho Nacional do Trabalho, órgão antecessor do Tribunal Superior do Trabalho. A seguir foi advogado da prefeitura do Distrito Federal na administração de Filadelfo de Azevedo, e diretor da Divisão de Interior do Ministério da Justiça quando Adroaldo Costa comandou a pasta no governo do presidente Eurico Gaspar Dutra.
Filiado ao PSD, elegeu-se deputado federal por Mato Grosso em 1950, 1954, 1958 e 1962, ingressou na ARENA quando o Regime Militar de 1964 impôs o bipartidarismo através do Ato Institucional Número Dois.
Seu sobrinho, Edson Garcia, foi eleito deputado federal por Mato Grosso em 1962.